# El sueño de Jacob (Ribera)
El sueño de Jacob es un óleo sobre lienzo del un barroco español José de Ribera (1591-1652). Mide 179 centímetros de alto por 233 cm de ancho. Data del año 1639 y se encuentra en la actualidad expuesto en el Museo del Prado de Madrid (España).
Pertenece a la escuela española del siglo XVII.  
En el siglo XVII son frecuentes las versiones del episodio con la escalera, pero Ribera parece insistir en la humanidad del Pastor. Su versión es muy naturalista al representar al protagonista, pero introduce un toque de fantasía en la visión esfumada de los ángeles que suben y bajan. Tal vez por este detalle y por la gama de color dorada, el cuadro se atribuía antiguamente a Murillo.
La obra representa una escena que se encuentra en el Antiguo Testamento, en el libro del Génesis, capítulo 28.